# Red Orchestra: Ostfront 41-45

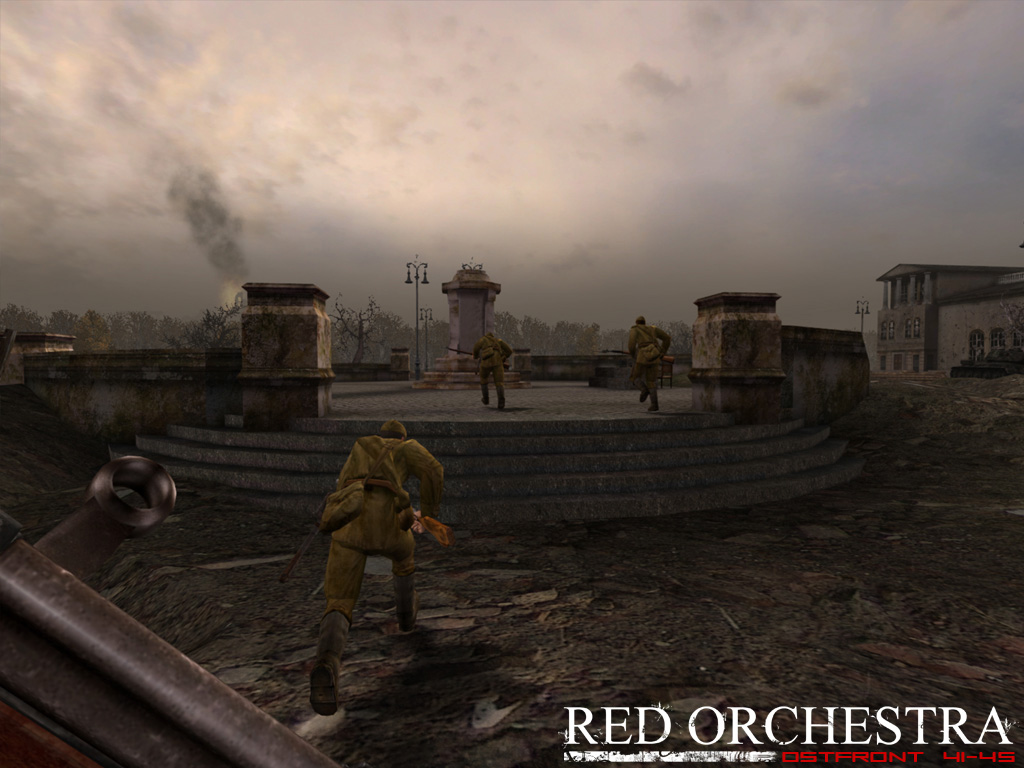
ゲームのスクリーン･ショット（画像はベルリンの戦いを描いたマップ）

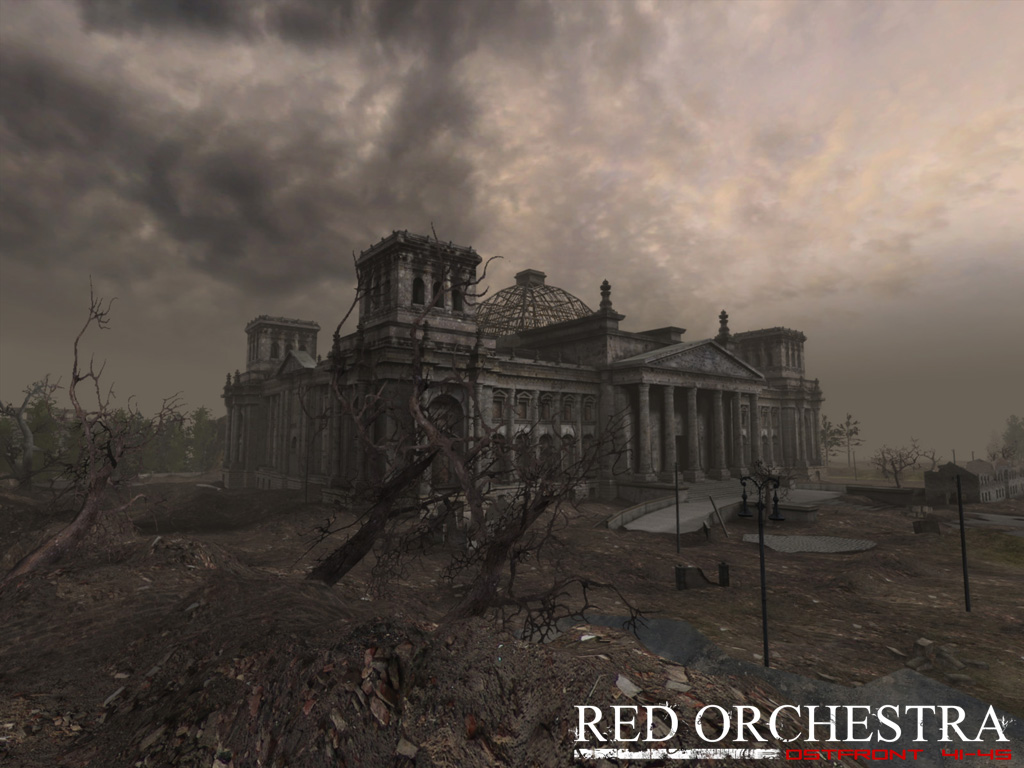
ゲームのスクリーン･ショット

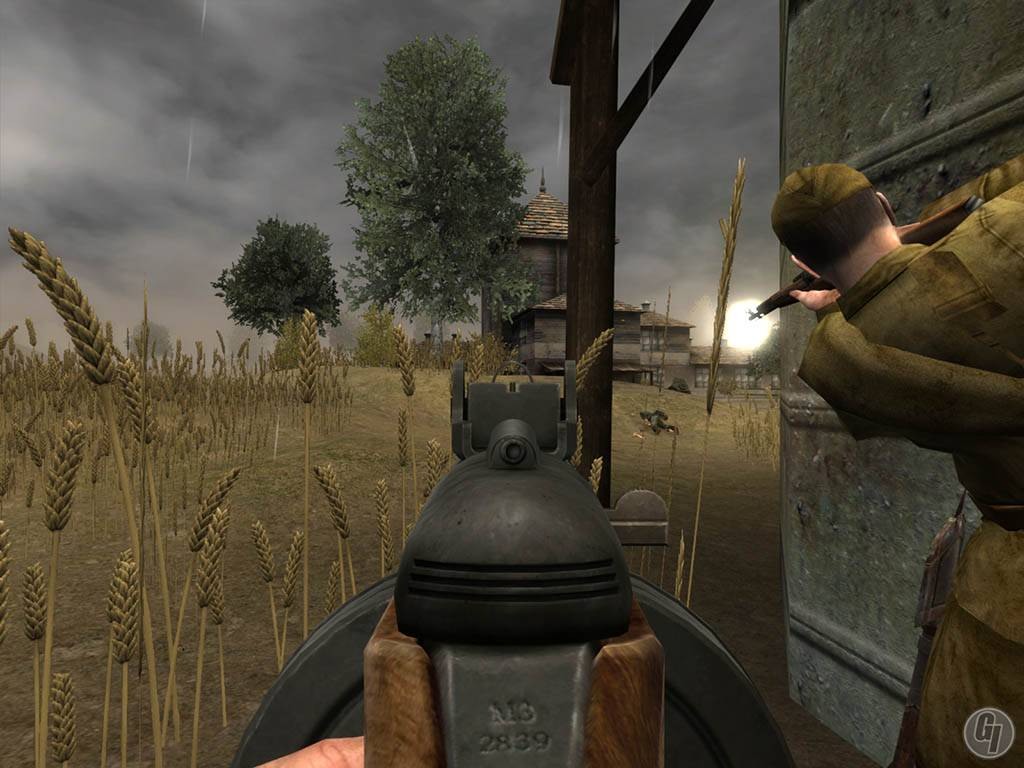
ゲームのスクリーン･ショット

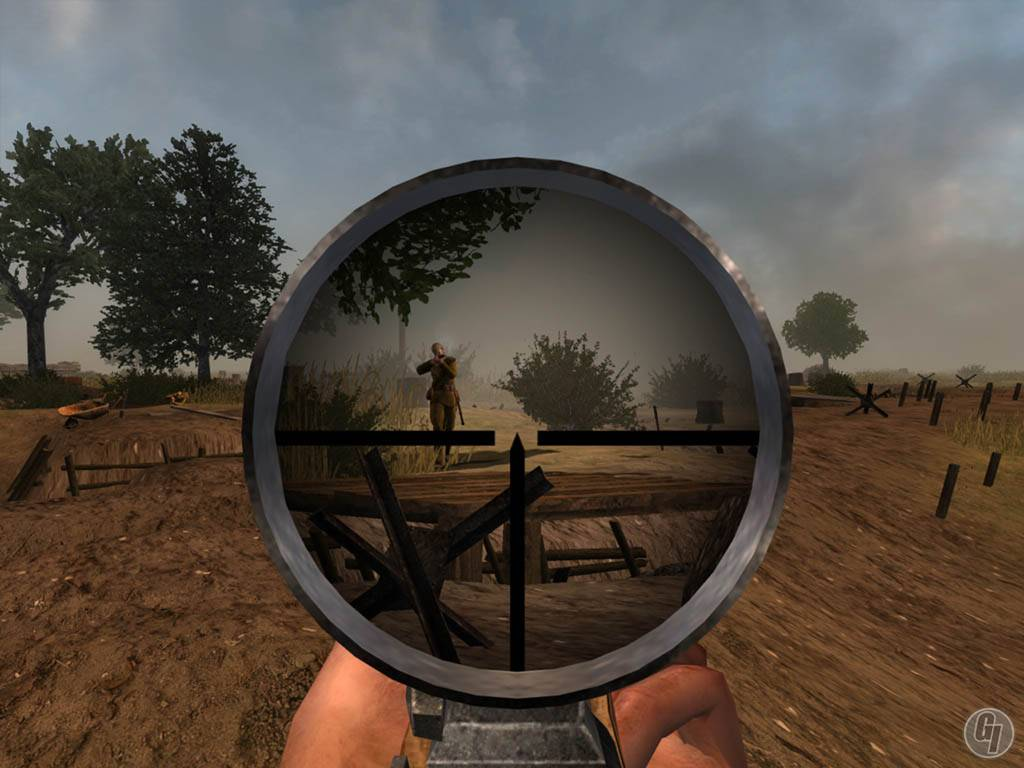
スクリーン･ショット。ライフルのスコープを覗き込んだ様子

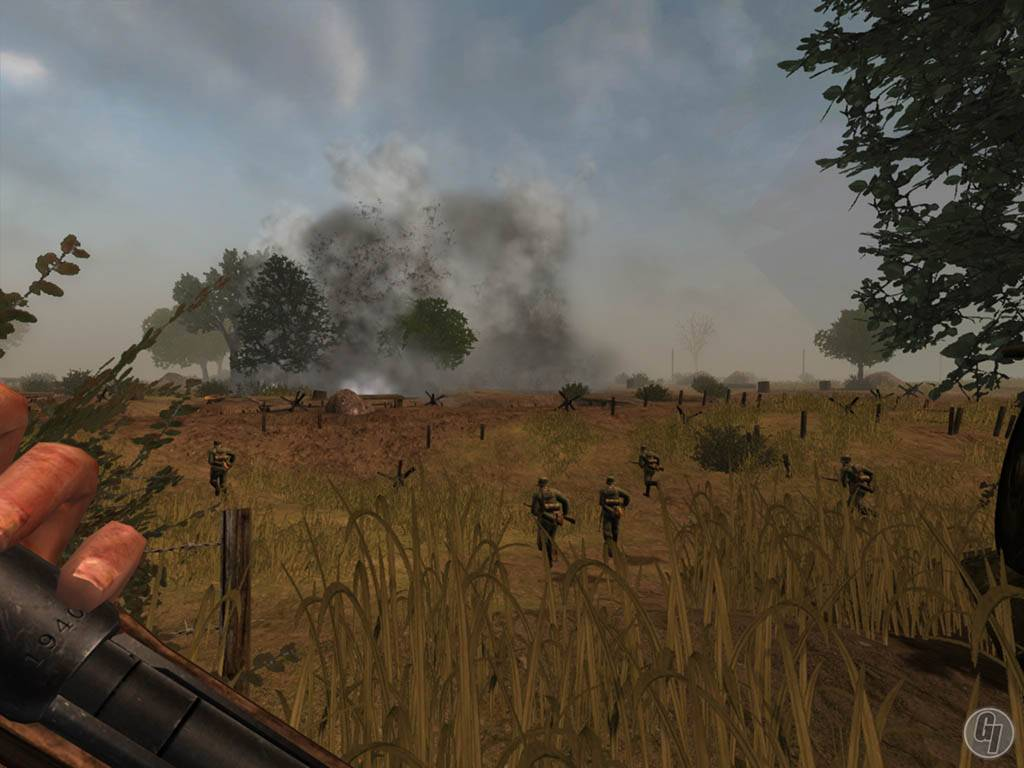
歩兵戦の様子を映し出したスクリーン･ショット

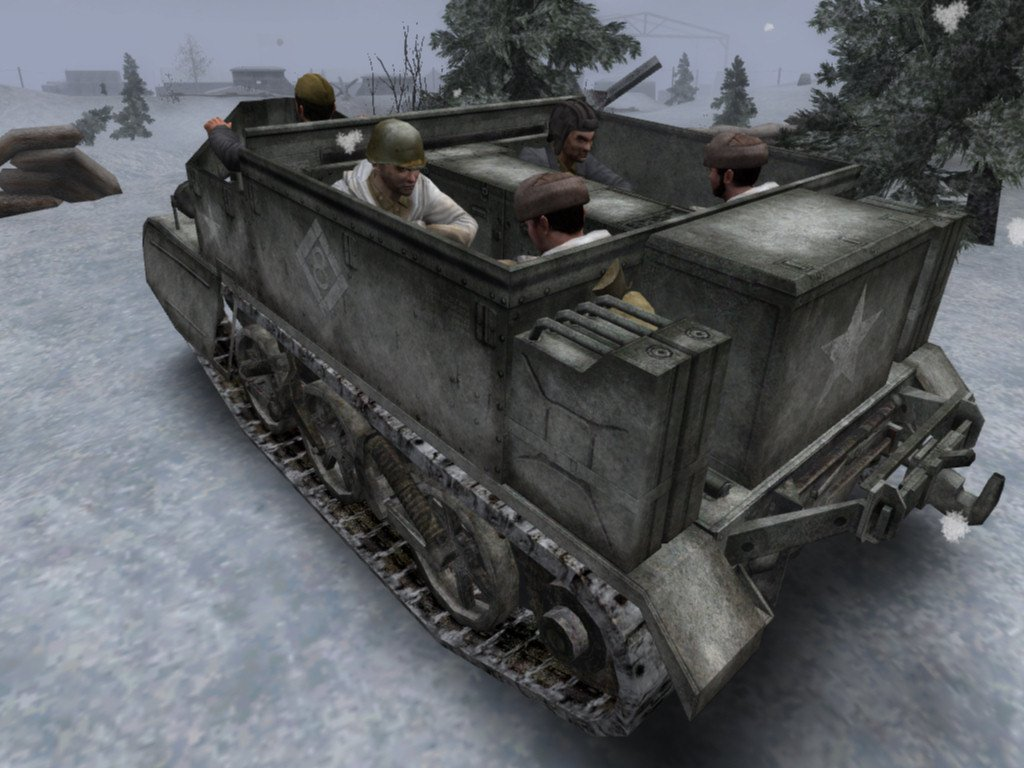
ユニバーサル・キャリア

『Red Orchestra: Ostfront 41-45』（レッドオーケストラ オストフロント41-45、略称: RO:O）は、Tripwire Interactive社が開発したファーストパーソン・シューティングゲーム。

## 概要
第二次世界大戦時の東部戦線におけるドイツ対ソビエト連邦の戦いが舞台となっている。「Red Orchestra」の名前でUnreal Tournament 2003のMODとして開発が開始され、後にUnreal Tournament 2004に開発環境を移行。Epic Games社の主宰した、$1000000 Make Something Unreal Contest にてBest FPS Mod賞を獲得、100万ドルとUnreal Engine 2および3のライセンスを得たことをきっかけに、製作者たちによりTripwire Interactiveが設立され、「Red Orchestra: Ostfront 41-45」の名前で製品化された。

## 特徴
ゲームの目的は拠点の奪取である。当時の陸戦のリアルな再現を目標としており、特徴には以下のようなものがある。
- ソフトウェア的な照準が表示されず、銃の照準器か勘に頼って射撃する必要がある。
- 発射された弾丸は固有の速度で飛翔するため移動目標に対しては偏差射撃が求められ、弾道は重力の影響により放物線を描くのでその分上方修正が必要になる。
- 機関銃は連続射撃を続けるとオーバーヒートして発射不可能になる。
- 被弾した場合、着弾部位は分かるが体力値の参照はできず、手に怪我をすれば銃を取り落とし、足に怪我をすれば歩行速度が著しく下がる。
- 攻撃は味方にも何かわりなく当たる。
- 砲兵支援が受けられる設定の戦場では、指揮官（分隊長など）が無線で砲兵部隊の砲撃を要請できる。
- 戦車への攻撃は弾の入射角・砲弾の種類・装甲厚が考慮され、対歩兵用の手榴弾や銃器では撃破できない。

## ゲーム内に登場する武器

### ドイツ軍
- Parabellum 1908 “Luger”
- Walther P38 pistol
- Kar98k Rifle
- Kar98k Rifle ZF
- MP40 SMG
- MP41 SMG
- G41 Semi Auto Rifle
- G43 Semi Auto Rifle
- StG44
- Stielhandgranate 39/43
- MG34 Machine Gun
- MG42 Machine Gun
- Panzerfaust
- Satchel charge
- Nebelhandgranate 39 (Nb. 39) smoke grenade

### ソビエト軍
- TT33 Pistol
- MN91/30 Rifle
- MN91/30 Rifle PU
- M38 Rifle
- M44 Rifle
- SVT40 Semi-Auto Rifle
- PPD40 SMG
- PPSh41 SMG
- PPS43 SMG
- F1 grenade
- DP28 Machine Gun
- PTRD AT Rifle
- Satchel charge
- RDG-1 smoke grenade

## ゲーム内に登場する車両

### ドイツ軍
- III号中戦車L型（Panzerkampfwagen III）
- IV号中戦車F1型（Pz.Kpfw IV）
- IV号中戦車F2型（Pz.Kpfw IV）
- IV号中戦車H型（Pz.Kpfw IV）
- V号中戦車・パンターG型（Pz.Kpfw V　"Panther"）
- VI号重戦車・ティーガーI（Pz.Kpfw VI "Tiger" Ausf. E）
- Ⅲ号突撃砲（Sturmgeschutz III, 略称：StuG III）
- Sd.Kfz. 251 装甲兵員輸送車

### ソビエト軍
- T-60 軽戦車
- T-34/76 中戦車
- T-34/85 中戦車
- KV-1s 重戦車
- IS-2 重戦車
- SU-76 対戦車自走砲
- BA-64 装甲車
- Universal Carrier

## マップ

### 歩兵戦マップ
- Baksan Valley
- Basovka
- Danzig
- Kaukasus
- Krasnyi Oktyabr
- KurlandKessel
- Lyes Krovy
- Odessa
- Smolensk Stalemate
- Stalingrad Kessel
- Tula Outskirts

### 戦車・歩兵混合戦マップ
- Berezina
- Hedgehog
- Konigsplatz
- Kryukovo
- Leningrad
- Manikkala
- Rakowice
- Tcherkassy

### 戦車戦マップ
- Arad
- Barashka
- Black Day July
- Bondarevo
- Ogledow

## MOD
Mare Nostrum
イギリス軍とドイツ、イタリア軍の北アフリカ戦線における第二次世界大戦を描いたMOD。
Darkest Hour
2009年6月にリリースしたノルマンディー上陸後の西部戦線を描いたMOD

## 受賞歴
- $1000000 Make Something Unreal Contest - Best FPS Mod賞